# Euphorbia neobosseri
Euphorbia neobosseri är en törelväxtart som beskrevs av Werner Rauh. Euphorbia neobosseri ingår i släktet törlar, och familjen törelväxter. IUCN kategoriserar arten globalt som otillräckligt studerad.

## Underarter
Arten delas in i följande underarter:
- E. n. itampolensis
- E. n. neobosseri